# Серіле
Серіле (рум. Sările) — село у повіті Бузеу в Румунії. Входить до складу комуни Бісока.
Село розташоване на відстані 132 км на північний схід від Бухареста, 43 км на північ від Бузеу, 100 км на захід від Галаца, 89 км на схід від Брашова.

## Населення
За даними перепису населення 2002 року у селі проживали 586 осіб, усі — румуни. Усі жителі села рідною мовою назвали румунську.